# جاك هادامار
ولد جاك سالومون هادامار في الثامن من ديسمبر عام 1865 و توفي في السابع عشر من أكتوبر عام 1963. هو عالم رياضيات فرنسي له مساهمات مهمة في نظرية الأعداد ونظرية الدوال العقدية والهندسة التفاضلية والمعادلات التفاضلية الجزئية.

## وصلات خارجية
- جاك هادامار على موقع الموسوعة البريطانية (الإنجليزية)
- جاك هادامار على موقع إن إن دي بي (الإنجليزية)